# Lathrolestes ruwenzoricus
Lathrolestes ruwenzoricus là một loài tò vò trong họ Ichneumonidae.